# Amine Benyamina
Amine Benyamina, né en 1966 à Oran (Algérie), est spécialiste en addictologie et chef du service de psychiatrie et d'addictologie de l'hôpital Paul-Brousse (AP-HP). Il est président de la Fédération française d'addictologie et de l'association Addictions France depuis juin 2025.

## Biographie
Amine Benyamina obtient un diplôme de médecin psychiatre en Algérie. Il quitte son pays d'origine à 30 ans pour rejoindre la France. Médecin à diplôme étranger, il fonde un collectif en faveur d'une meilleure reconnaissance, allant jusqu'à s'enchainer aux grilles du Conseil national de l'ordre des médecins en 1999. 
Pris sous l'aile du Pr Michel Raynaud, il devient praticien hospitalier à l'hôpital Paul-Brousse de Villejuif, puis professeur de psychiatrie. Il prend position pour une meilleure prévention des risques liés à la consommation d'alcool chez les jeunes,.
Il défend également une modification de la réglementation sur le cannabis thérapeutique.
Il est le fondateur du congrès international de l’Albatros[réf. souhaitée], consacré à l'addictologie qui se tient chaque année à Paris. Il est l’auteur de nombreux articles scientifiques, ouvrages à vocation académique et pédagogique, ainsi que d'ouvrages plus grand public traitant des questions d’addictions.

## Publication
- Amine Benyamina et Marie-Pierre Samitier, Comment l’alcool détruit la jeunesse, Paris, Éditions Albin Michel, 2017, 216 p. (ISBN 978-2-226-39185-8)